# Leucothoe axillaris
Espèce
Leucothoe axillaris est une espèce de plantes à fleurs dicotylédones de la famille des Ericaceae, sous-famille des Vaccinioideae, endémique du Sud-Est des États-Unis.
Ce sont des arbustes pouvant atteindre 1,5 mètre de haut, aux feuilles persistantes, coriaces, luisantes, et aux petites fleurs blanches, à corolle urcéolée, qui apparaissent en grappes denses au printemps.

## Description

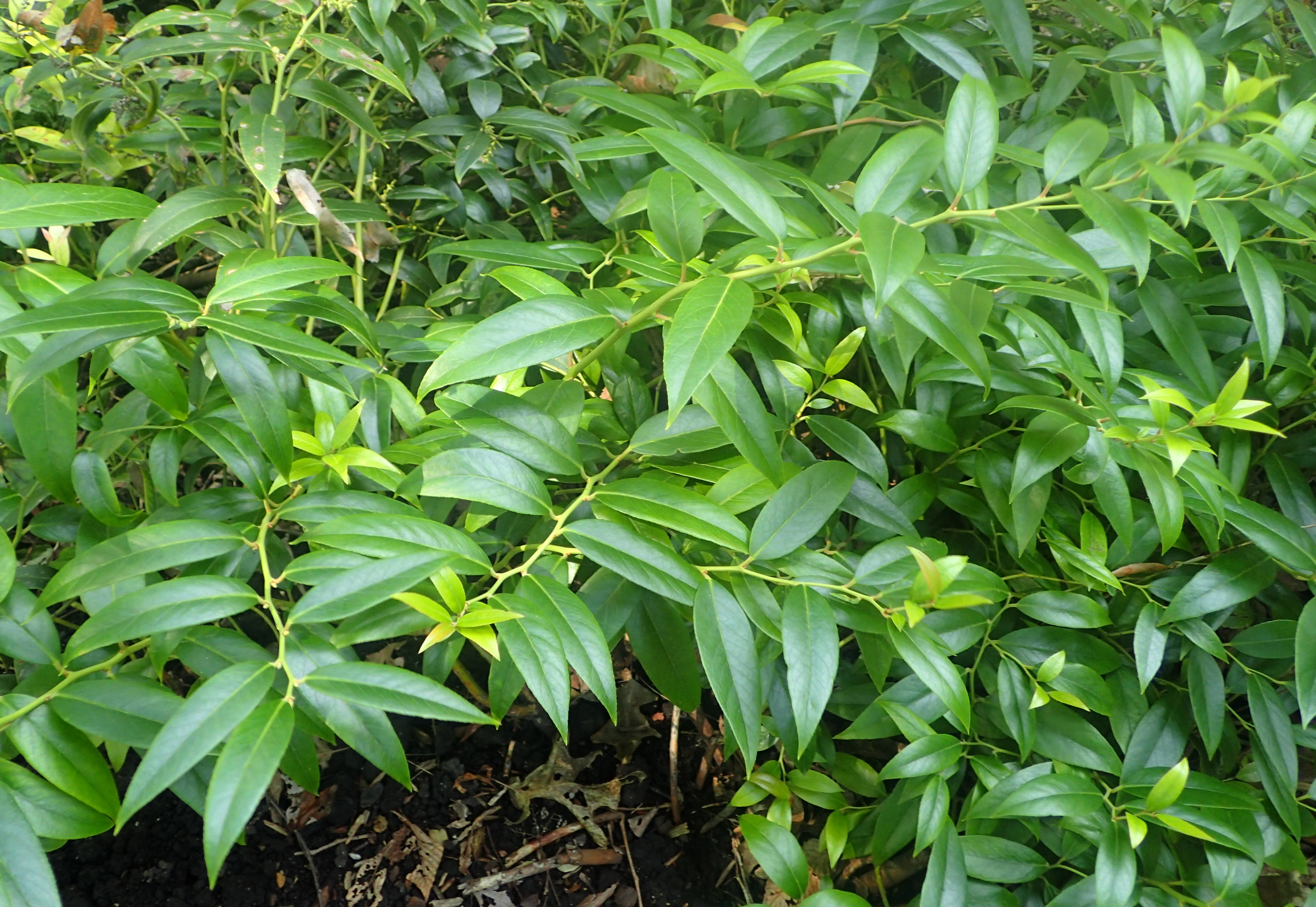
Feuillage.

Leucothoe axillaris est un arbuste atteignant 1 mètre de haut, voire 2 mètres, aux branches étalées, arquées ou retombantes, glabres ou à poils courts clairsemés, glabrescentes, aux branches sans écailles argentées. Les nouvelles pousses émergent  à l'aisselle des feuilles dans la partie inférieure à moyenne des branches.
Les feuilles, portées par un pétiole de 5 à 10 mm de long, sont coriaces et persistantes. Le limbe, de 4 à 14 cm de long sur 1 à 5 cm de large, avec un ratio longueur/largeur de 1,1 à 5,5, est de forme oblongue, lancéolée, oblancéolée ou elliptique, à bords entiers ou spinulo-serrulés et  à nervation réticulodrome. La base du limbe est arrondie à obtuse ou aigüe, plus ou moins cunée, et l'apex est obtus ou aigu à brièvement acuminé. La face abaxiale est glabre ou à poils clairsemés,.

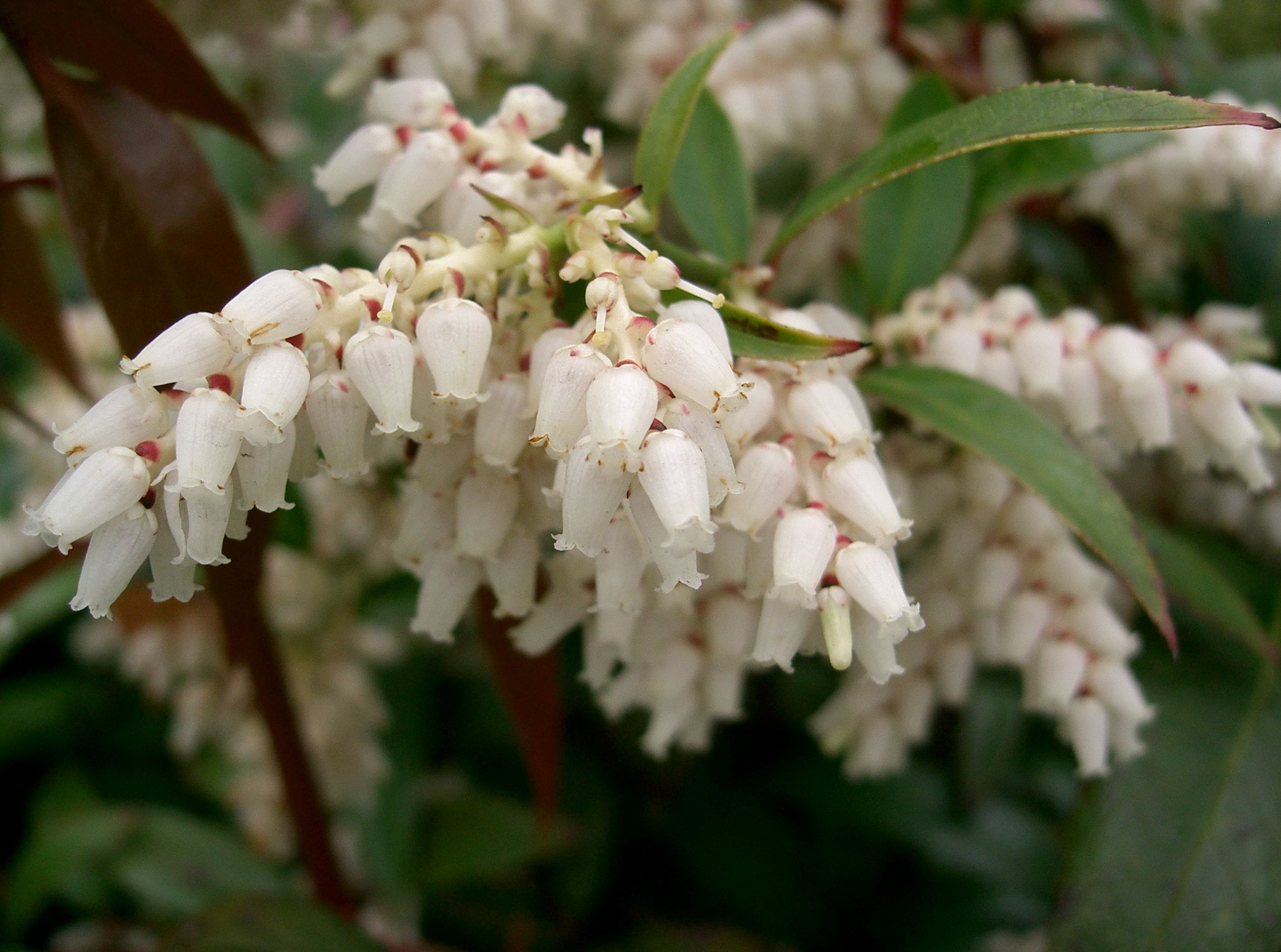
Inflorescences.

L'inflorescence est une grappe axillaire, fasciculée ou solitaire, sessile, plus ou moins retombante, longue de 2 à 4 cm, dense, regroupant de 8 à 30 fleurs.
La fleur comprend un calice composé de 5 sépales blanchâtres, légèrement connés, lancéolés-ovales à largement ovales, d'une corolle blanche, composée de 5 pétales connés sur presque toute leur longueur. Cette corolle, cylindrique à urcéolée, de 6 à 8 mm de long sur 2,5 à 5 mm de diamètre, présente des lobes beaucoup plus courts que le tube. Les étamines, au nombre de 10 en deux verticilles, sont incluses et présentent un filament droit, aplati, glabre ou poilus, sans éperon et des anthères de 0,7 à 1,2 mm de long, à 2 arêtes, déhiscentes par des pores terminaux. Le pistil est composé de 5 carpelles formant un ovaire lisse à 10 loges, portant un style à peine plus long que les étamines, surmonté d'un stigmate à 5 lobes, proéminent, capité à pelté,.
Le fruit est une capsule loculicide, subglobuleuse, de 2,5 à 3,5 mm de long sur 4,5 à 6 mm de diamètre.
Les graines, anguleuses, ovoïdes à plus ou moins ellipsoïdes, de 1 à 1,8 mm de long, sans ailes, sont nombreuses (60 à 120). La testa est lisse et brillante, réticulée ou papilleuse,.

### Cytologie
Leucothoë axillaris est une espèce diploïde à 22 chromosomes (2n = 2x = 22).

## Taxinomie
Leucothoë axillaris est très étroitement apparentée à Leucothoe fontanesiana, également endémique du Sud-Est des États-Unis, et si la majorité des taxinomistes les ont classées dans deux espèces distinctes, certains ont considéré qu'elles étaient conspécifiques, les classant au niveau variétal.

### Synonymes
Selon Plants of the World online (POWO) (17 octobre 2020) :
- Andromeda acuminata Sm.
- Andromeda axillaris Lam.
- Leucothoe axillaris var. axillaris[1]
- Andromeda axillaris var. longifolia Pursh
- Andromeda catesbaei Walter
- Andromeda hahniana Meerb.
- Andromeda halmiana Steud.
- Andromeda longifolia Pursh
- Andromeda spinulosa Pursh
- Andromeda walteri Willd.[5]
- Leucothoe axillaris var. ambigens Fernald
- Leucothoe axillaris var. longifolia (Pursh) DC.
- Leucothoe catesbaei (Walter) A.Gray
- Leucothoe platyphylla Small
- Leucothoe spinulosa G.Don
- Lyonia axillaris (Lam.) K.Koch
- Lyonia catesbaei (Walter) K.Koch

### Variétés
Selon The Plant List (17 octobre 2020) :
- Leucothoe axillaris var. longifolia (Pursh) DC.

## Toxicité
Comme les autres espèces du genre Leucothoe, Leucothoe axillaris est une plante toxique par la présence dans toutes les parties de la plante, et particulièrement dans les feuilles, de grayanotoxines (andromédotoxine), un résinoïde, et d'arbutine (glucoside). Les animaux herbivores d'élevage (moutons, chèvres, bovins, chevaux) sont susceptibles de s'empoisonner s'ils consomment la plante. Des cas d'empoisonnement ont été signalés chez l'homme et le singe. La plupart des cas cliniques de toxicité surviennent en hiver et au début du printemps, lorsque le bétail, à défaut d'autre fourrage disponible, peut consommer des plantes toxiques.